# Capreolus pygargus
Capreolus pygargus  sau căprioară asiatică, căprioară estică, căprioară siberiană, este o specie de căprioară din nord-estul Asiei. Pe lângă Siberia și Mongolia, se găsește în Kazahstan, Munții Tian Shan din Kârgâzstan, estul Tibetului, Peninsula Coreeană și regiunile împădurite din nordul Chinei.
Numele său specific pygargus, literal „cu crupă albă”, este comun cu pygarg, o antilopă cunoscută în antichitate. Numele a fost ales de biologul german Peter Simon Pallas la sfârșitul secolului al XVIII-lea.  Căpriorul siberian are coarne lungi.

## Galerie

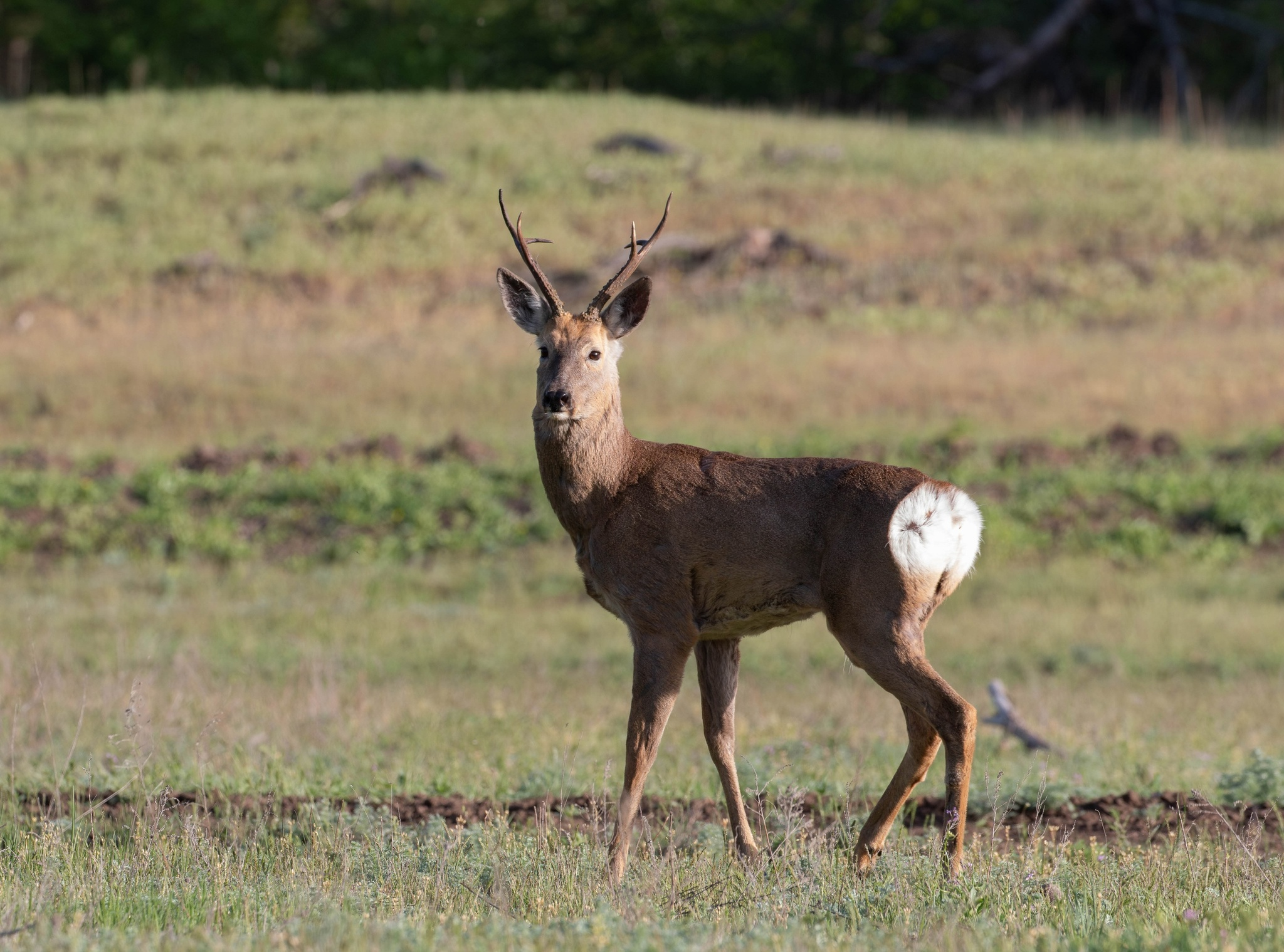
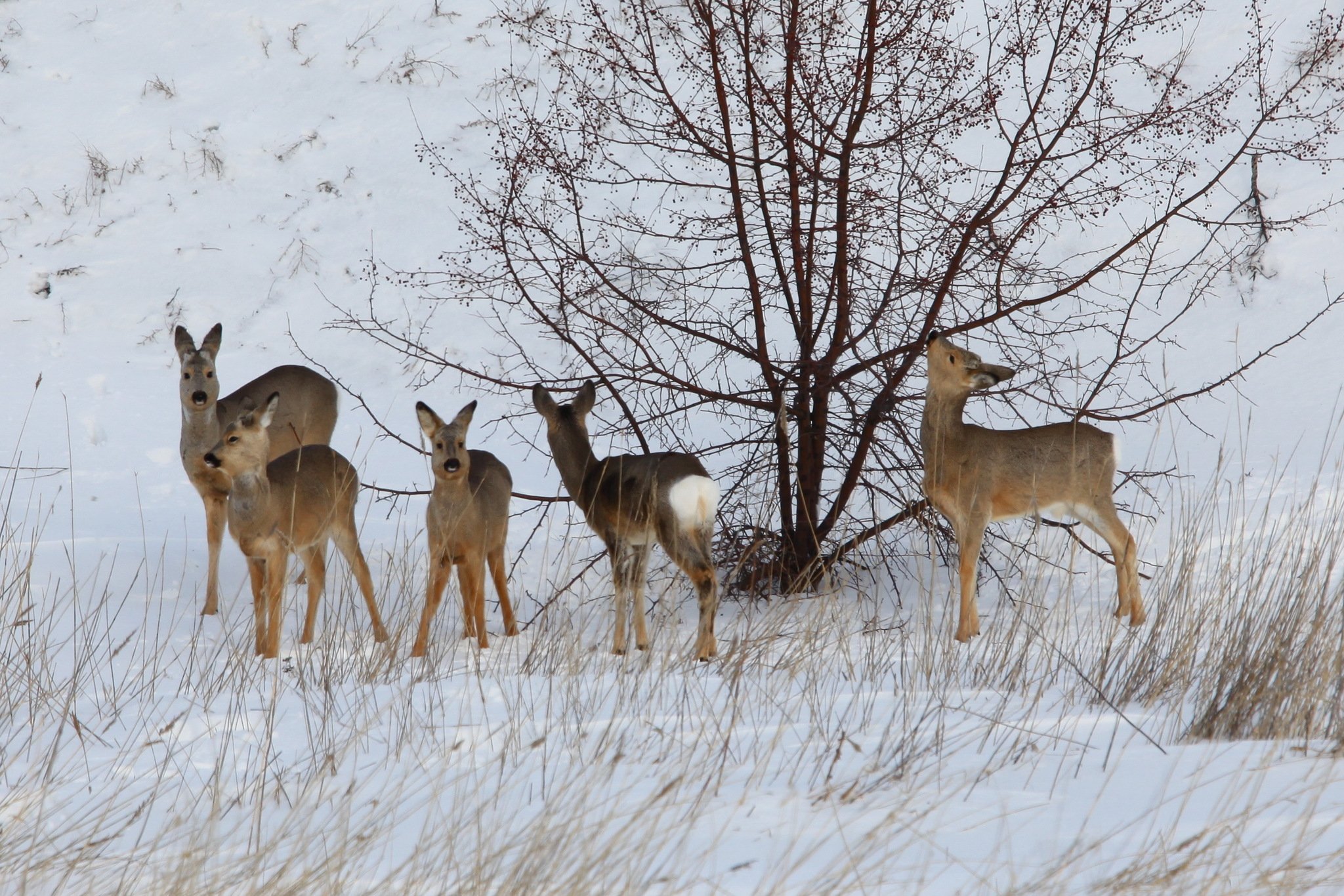
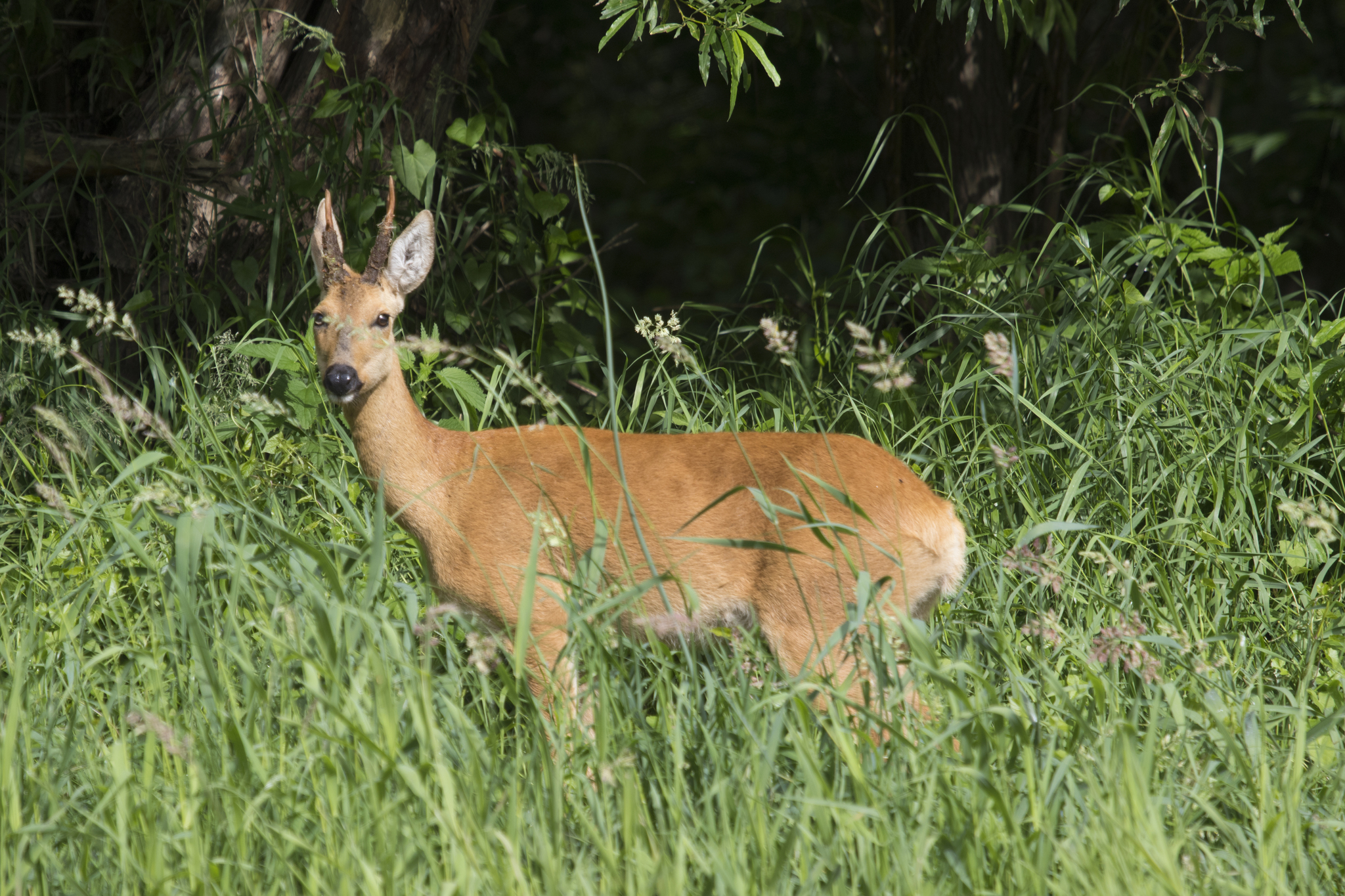